# Kőcserép

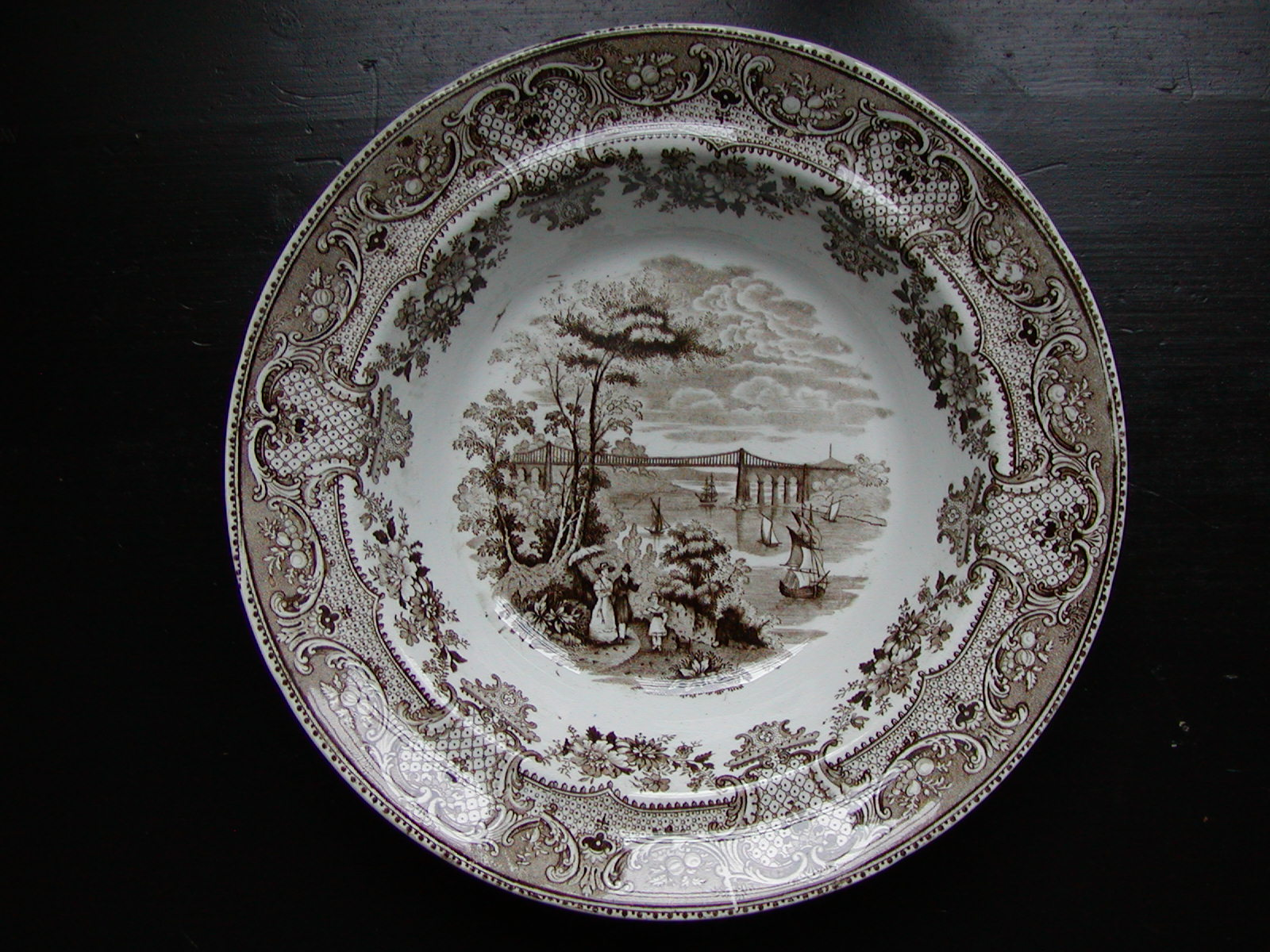
Staffordshirei kőcserépedény

A kőcserép (ném. Steinzeug) ipar a XVI. században az Alsó-Rajna vidékén és Szászországban virágzott. A kőcserép acéllal sem karcolható, nagy keménységű agyagáru. Előállítása, úgy történik, hogy az ott található különleges agyagból készült tárgyak égetése közben, amikor a legmagasabb a hőmérséklet, kősót szórnak a kemencébe, amelynek gőze a felületeket fényes, nátriumszilikátos réteggel vonja be. Az alapanyag csekély vas-oxidot tartalmaz, s ez a tűzben 1200-1300 foknál megolvad, és a cserép lyukacsait teljesen kitölti. Ebből a kemény, sós mázzal ellátott anyagból többnyire kobaltkék színű korsókat és kancsókat készítettek.

## Külső hivatkozások
- terebess.hu
- Német kőcserepek a XVI. - XIX. századból
- Kerámia